# Julien Bontemps
Julien Bontemps, född den 1 juni 1979 i Épinal i Frankrike, är en fransk seglare.
Han tog OS-silver i RS:X i samband med de olympiska seglingstävlingarna 2008 i Qingdao i Kina.